# Blerina Gjylameti
Blerina Gjylameti (Tirana, 23 gennaio 1980) è una politica albanese, parlamentare del Partito Socialista d'Albania nella prefettura di Tirana.

## Biografia
Gjylameti, dopo aver completato il liceo a Tirana, ha conseguito una laurea in Economia e Commercio all'Università degli Studi di Salerno. Nel 2017 ha conseguito un dottorato di ricerca in Economia all'Università di Tirana.
Ritornata in Albania, è stata nominata docente presso l'Università Militare Skënderbej. Contemporaneamente ha lavorato come assistente alla didattica presso la facoltà di Economia dell'Università di Tirana, di cui nel 2008 è stata nominata docente a tempo pieno.

## Carriera politica
Gjylameti ha iniziato a fare politica nel 2012, quando è stata eletta a capo del Forum delle donne socialiste di Tirana.
Nel settembre 2013 è stata eletta alla VIII legislatura del Parlamento albanese. È stata membro della Commissione parlamentare per l'economia e le finanze e della Commissione parlamentare per la riforma territoriale e amministrativa.
È membro dell'Assemblea Nazionale del Partito Socialista dal 2013 e segretaria del coordinamento elettorale per il Partito Socialista. Nell'aprile del 2016 Gjylameti è stata scelta come capo del Partito Socialista a Tirana.
Nel 2018 è stato accusata di aver plagiato un articolo cofirmato con l'allora vice ministro dell'istruzione Ervin Demo.